# Häglinge
Häglinge är en småort i Hässleholms kommun och kyrkby i Häglinge socken i Skåne.
I närheten av byn ligger två insjöar: Sjöbergasjön som har genomgått en omfattande renovering och har ett rikt fiskbestånd samt Bosarpasjön

## Historia
Den lilla byn är belägen mitt i Skåne med anor långt tillbaka i tiden. Bland annat finns stenålderslämningar.

### Befolkningsutveckling
| Befolkningsutvecklingen i Häglinge 1990–2015 | Befolkningsutvecklingen i Häglinge 1990–2015 | Befolkningsutvecklingen i Häglinge 1990–2015 | Befolkningsutvecklingen i Häglinge 1990–2015 | Befolkningsutvecklingen i Häglinge 1990–2015 |
| -------------------------------------------- | -------------------------------------------- | -------------------------------------------- | -------------------------------------------- | -------------------------------------------- |
|                                              |                                              |                                              |                                              |                                              |
| År                                           |                                              |                                              | Folkmängd                                    | Areal (ha)                                   |
| 1990                                         | 1990                                         |                                              | 75                                           | 29                                           |
| 1995                                         | 1995                                         |                                              | 77                                           | 30                                           |
| 2000                                         | 2000                                         |                                              | 79                                           | 30                                           |
| 2005                                         | 2005                                         |                                              | 84                                           | 30                                           |
| 2010                                         | 2010                                         |                                              | 79                                           | 31                                           |
| 2015                                         | 2015                                         |                                              | 74                                           | 33                                           |
|                                              |                                              |                                              |                                              |                                              |

## Samhället
Häglinge har en stor, nyrenoverad kyrka, Häglinge kyrka. 
Flera sommarstugeområden gör att Häglinge även har en hel del säsongsboende. 

## Näringsliv
Ett antal mindre företag finns också i byn; lantbrukare, vedleverantörer, hantverkare med mera. Häglinge har också ett dagis som drivs som ett föräldrakooperativ. 

## Föreningar
Häglinge Sockengille är en hembygdsförening och anordnar allt från ungdomsverksamhet till kulturevenemang.